# Ciomârtan, Suceava
Ciomârtan este un sat în comuna Zamostea din județul Suceava, Moldova, România.

## Obiective turistice
- Biserica de lemn din Ciomârtan - construită în secolul al XVIII-lea; se află în centrul satului

 Acest articol despre o localitate din județul Suceava este deocamdată un ciot. Puteți ajuta Wikipedia prin completarea lui.